# Al-Merreikh SC (Omdurman)
Al-Merreikh SC (Arabisch: نادي المريخ السوداني) is een Soedanese voetbalclub uit Omdurman. Het is samen met Al-Hilal Omdurman een van de grootste clubs van het land. In 1989 won het de finale van de CAF Beker der Bekerwinnaars tegen Bendel United FC en in 2007 verloor het de finale van de CAF Confederation Cup tegen CS Sfaxien.

## Palmares
Landskampioen
1970, 1971, 1972, 1973, 1974, 1975, 1977, 1978, 1982, 1985, 1990, 1993, 1997, 2000, 2001, 2002, 2008, 2011, 2013,  2015, 2018, 2018–19, 2019-20
Beker van Soedan
1954, 1959, 1962, 1970, 1971, 1972, 1974, 1983, 1984, 1985, 1986, 1988, 1991, 1993, 1994, 1996, 2001, 2005, 2006, 2007, 2008, 2010, 2012, 2013,  2014, 2015, 2018
Finalist: 2004
CAF Beker der Bekerwinnaars
Winnaar: 1989
CAF Confederation Cup
Finalist: 2007
Kagame Inter-Club Beker
Winnaar: 1986, 1994, 2014
Finalist: 1987, 1988, 2009

## Bekende (oud-)spelers
- Haytham Tambal
- Bader Eldin Abdalla Galag
- Faisal Agab
- Essam El-Hadary
- Hafidh Saad Attiya
- Khashen Ala'a Abdul-Zahra
- Endurance Idahor
- Paulo Roberto